# Caruggi de Génova

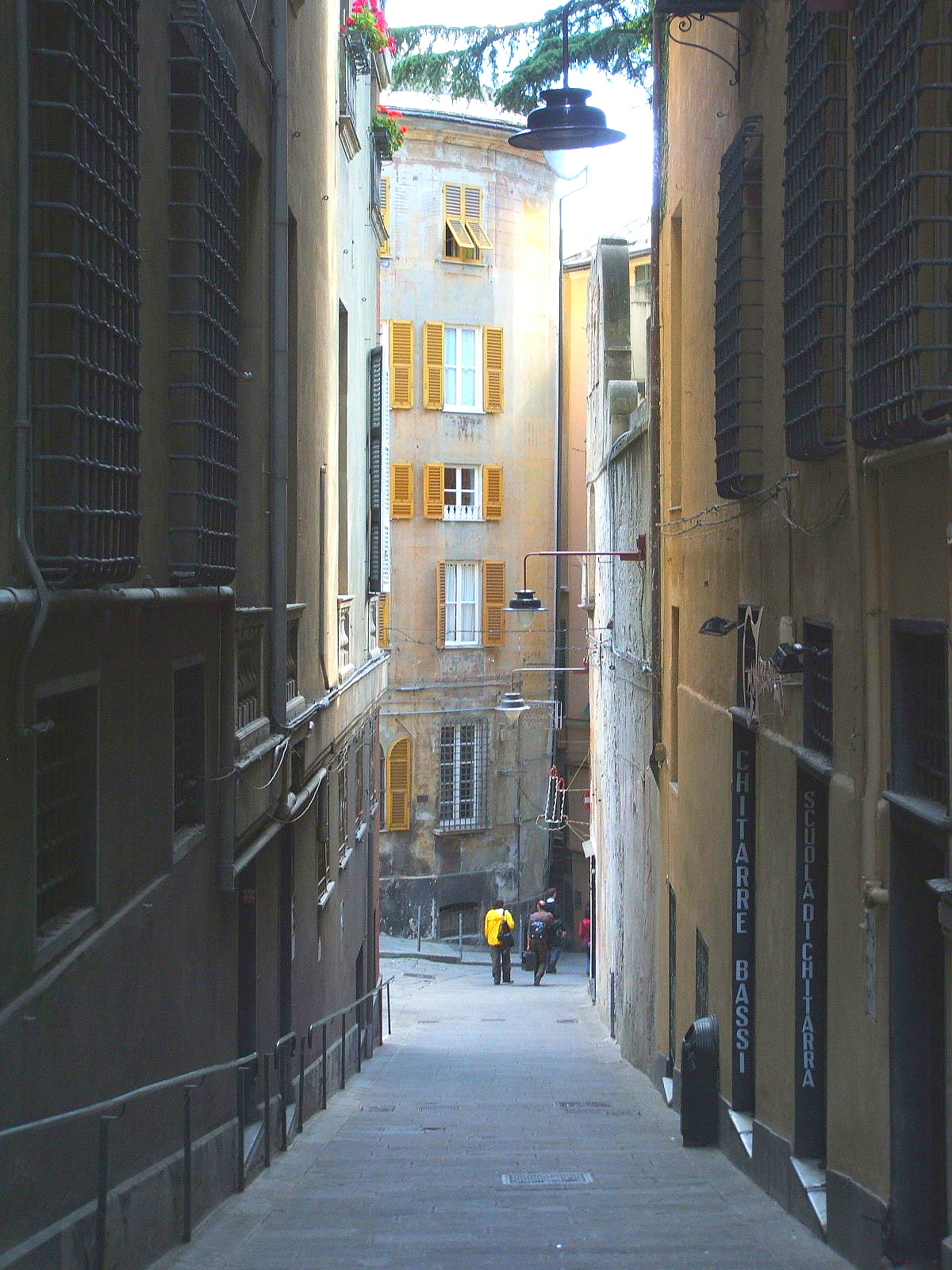
Un característico caruggio de Génova (Vico del Ferro).

Caroggi o caruggi (pronunciado [ka'ru?i], en singular caroggio o caruggio, a veces denominados erróneamente carroggi, carrugi o carugi) es el término con el que se designan en idioma ligur los característicos y estrechos callejones sombríos de muchas ciudades y pueblos de la riviera ligur.

## Origen y características
El término deriva de quadrivium, quizá con la contribución de "carro". Según algunos tiene el mismo origen que la palabra italiana carriaggi, la francesa charriage o la española carruaje (en latín càrrus+àticum, o carràticum o carriàticum, carro+aggio).
En la toponimia oficial el vocablo caruggio es traducido usualmente como vicolo (callejón). Había también un Carrubeus rectus, Vico Dritto o Via Retta, que conducía a la antigua Piazza Ponticello (Pontixello), eliminada tras las actuaciones del plano regulador de 1934, antes de la Segunda Guerra Mundial, como parte de la remodelación del antiguo barrio de Borgo Lanaiuoli y la zona de Ravecca, al lado del Piano di Sant'Andrea.
Son numerosas las calles estrechas de Génova que reciben el nombre de vico, o menos frecuentemente, vicolo, pero también, pese a ser caruggi a todos efectos, algunas llevan el nombre de via o piazza, aunque se trate de plazas de estrechas dimensiones.
Buena parte de los caruggi que se despliegan desde Sottoripa (actualmente en estado de fuerte degradación a pesar de los continuos intentos de restauración) tienen el nombre de un específico sector laboral, en su mayoría artesanal, debido a que en el pasado las distintas actividades se concentraban en determinados callejones de los distintos sestiere (las partes en las que todavía se divide el centro histórico).
Así, existe una Via Orefici (es decir, orfebres), donde encontramos el bellísimo bajorrelieve que representa la Adoración de los Magos y el templete pintada de color gris por Pellegrino Piola, Vico Indoratori, Piazza di Pellicceria (donde desde el siglo XIII han tenido sede las peleterías más apreciadas de Génova), Salita Pollaiuoli, Macelli di Soziglia...
Naturalmente, con el paso del tiempo este rasgo ha perdido mucho de su valor original, aunque los callejones de Génova continúan atrayendo turistas por su amplia y diversa oferta artesanal, garantizada por la presencia de numerosas tiendas de restauradores de madera, antiguas mercerías y talleres de arte.
Algunos callejones tienen nombres sugerentes y de referencia popular, como Vico dell'Amor Perfetto o Vico Carabaghe.
Hasta 1958, antes de que entrara en vigor la Ley Merlin, en los caruggi de Génova se situaban los burdeles más populares y frecuentados de la ciudad, que a menudo tenían el mismo nombre del lugar en el que se ubicaban.

## Caroggiycreuze

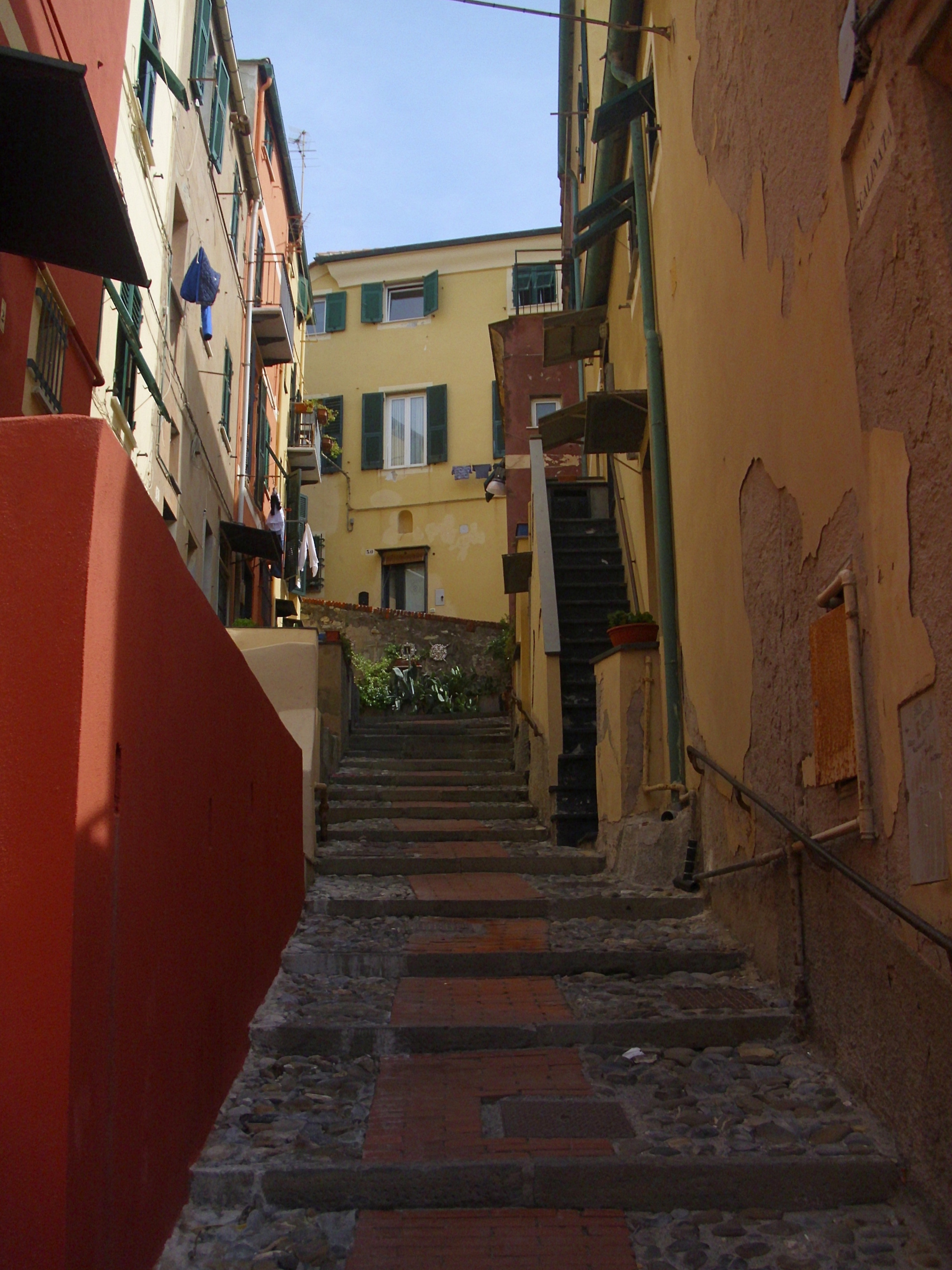
Una creuza en Boccadasse.

Distinta del caroggio, pero similar por sus angostas proporciones, es la creuza (a menudo crosa en italiano), camino, escalinata o pequeña cuesta que desciende rápidamente de las colinas al valle. Si se sitúa cerca del mar, a menudo en proximidad de trivi (cruces de tres calles), la creuza se convierte en una Creuza de mâ, es decir, una crêuza de mar, como cantó Fabrizio De André en el tema titulado, precisamente, Creuza de mâ. Además, este popular cantautor había tenido ocasión de dedicar una canción suya a uno de los caruggi más importantes de Génova: la Via del Campo, que une la Piazza Fossatello a la Via di Pré y al barrio homónimo.
En la etimología completa, el término se puede referir, en un sentido amplio, al equipaje que va detrás de los grupos de trabajadores y de los ejércitos, constituido en este caso por carros y animales de carga, o a un gran carro dedicado al transporte de bienes traídos de lejos.
En este sentido, los callejones de la Génova antigua eran (en ausencia de grandes vías de comunicación) la calle natural, el paso obligado para entregar hombres y mercancías.

## Espacios angostos de una ciudad oblicua

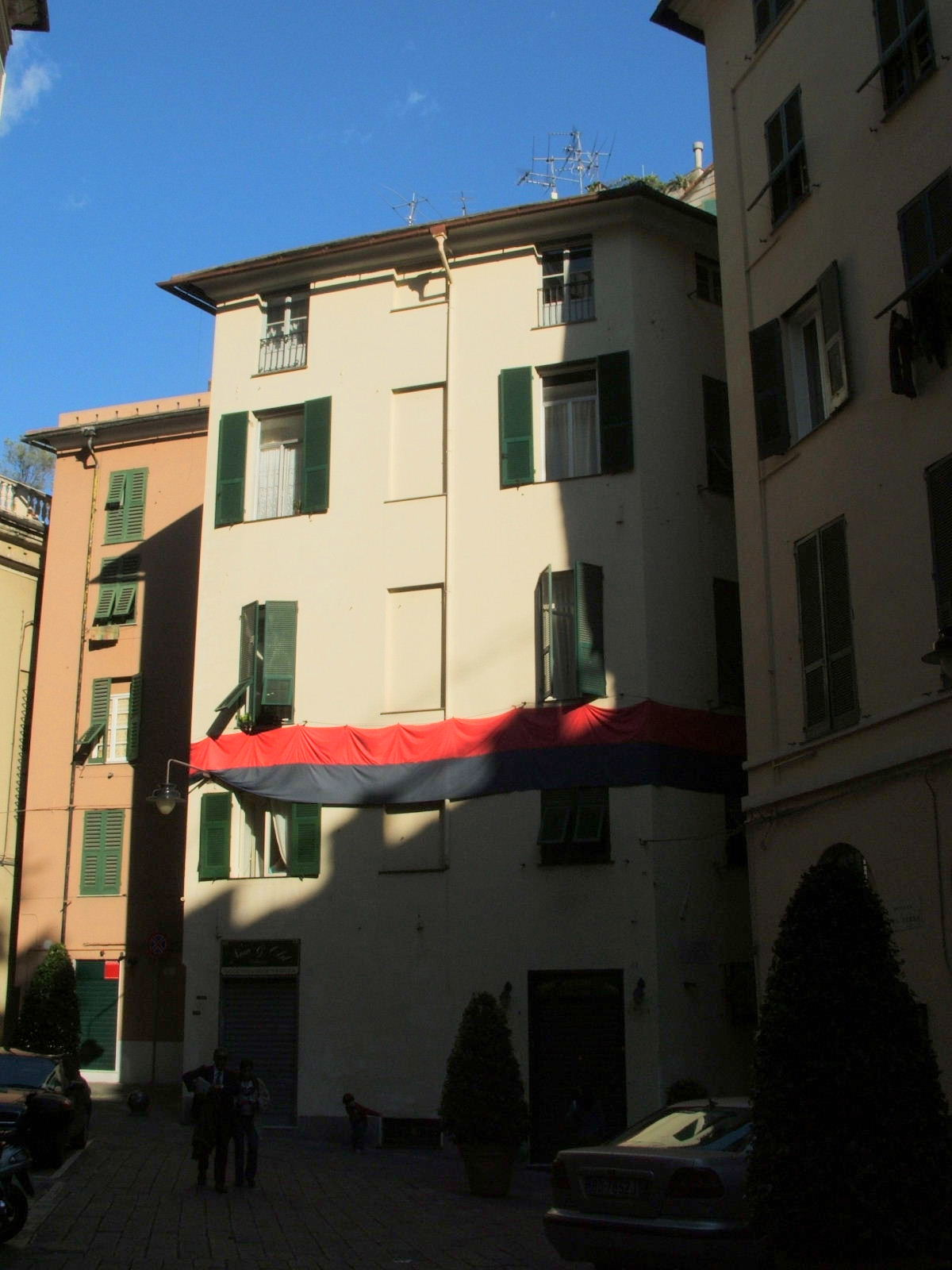
Línea de casas cerca de la Via della Maddalena.

En su descripción de Génova como una ciudad "oblicua" ("apoyada, con edificios de siete plantas, sobre tres o cuatro colinas), el escritor Vicente Blasco Ibáñez, uno de los ilustres viajantes que en el siglo XIX visitaron la capital ligur, escribió en 1896 en una página de Il paese dell'arte ("El país del arte"):
Génova es la ciudad de los contrastes, de los grandes palacios y los míseros "caruggi"… Con excepción de media docena de grandes calles que, trazadas aleatoriamente, constituyen la espina dorsal de la ciudad, las otras calles se llaman "vicoli" y entre ellos hay algunas que son verdaderas escaleras por las que no se puede transitar sin sujetarse a una barandilla de hierro oxidado.
Pero -añadía el autor español poco después- también en las calles principales, "los palacios, sostenidos por cariátides, casi se tocan y solo dejan pasar a través del estrecho espacio libre la viva luz del mediodía".
En los tiempos antiguos, la conformación de los caruggi, con las construcciones muy contiguas, tenía también un objetivo defensivo sobre todo contra las incursiones de los piratas. Era muy fácil colocar barricadas y defender los puestos desde las ventanas. La que en tiempos posteriores se convertiría en una ciudad fortificada empezó a crear un núcleo inexpugnable desde el primer núcleo habitado, identificado por los historiadores en la colina de Sarzano, en la actual zona de las Grazie, donde se encontraban los principales astilleros de reparación.

## Bassidecadentes, una plaga urbanística

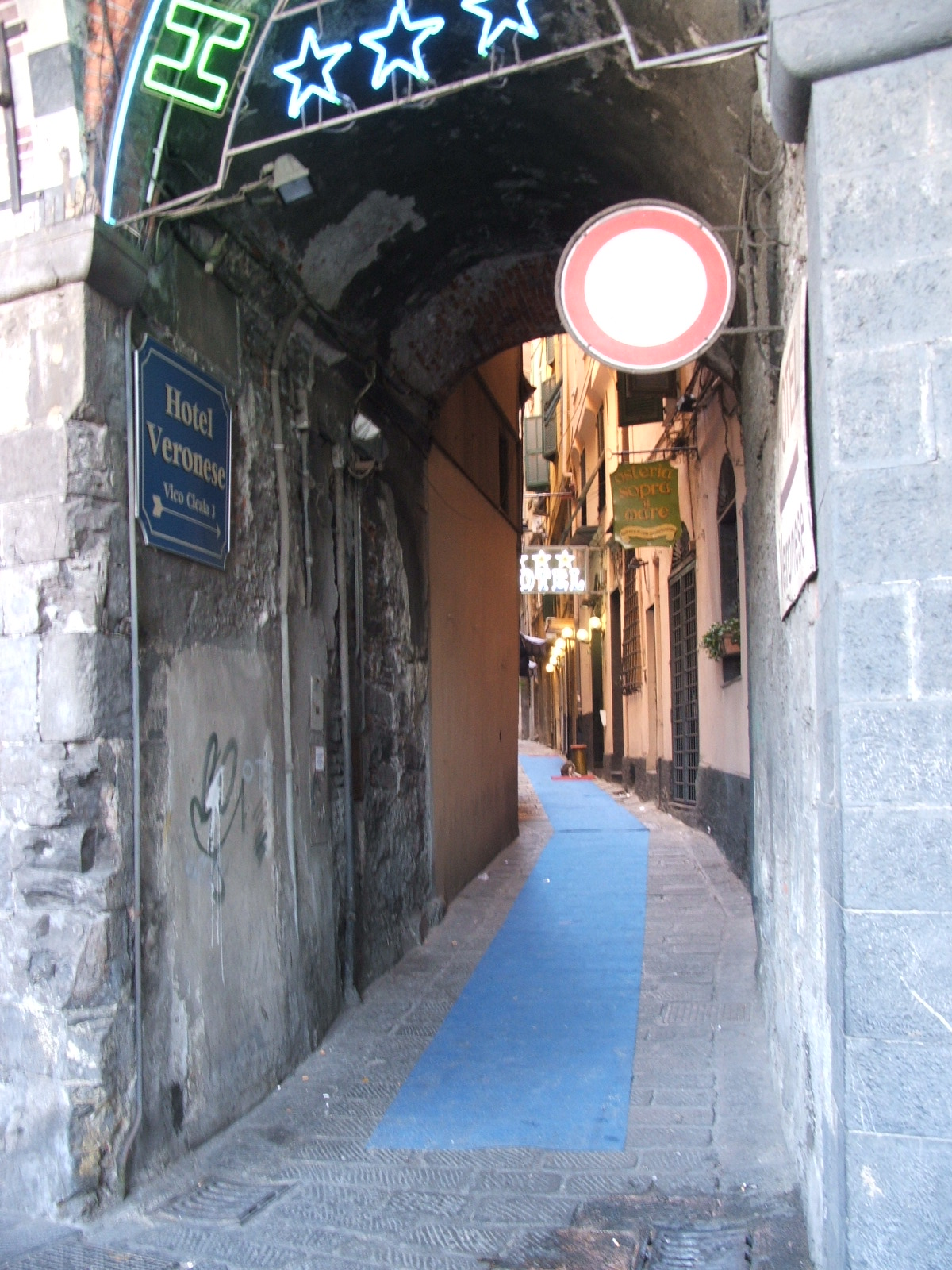
Antiguo caruggio en Sottoripa.

Aunque por un lado puede reivindicar la presencia de algunos edificios de gran prestigio (los famosos Palazzi dei Rolli, Patrimonio de la Humanidad), el centro histórico de Génova debe tener en cuenta a su parte más degradada, de la cual son un testimonio evidente (en el plano del urbanismo residencial) los más de dos mil bassi censados en 2006 en los callejones secundarios, es decir, los menos frecuentados por los turistas y la movida local.
Este censo, realizado por la Jefatura de Policía de Génova casi cien años después del anterior estudio similar, ha permitido contabilizar la multitud de entidades arquitectónica marginales, situadas al nivel de la calle en edificios en malas condiciones y la mayoría de las veces usados de manera inapropiada.
Los caruggi afectados por este fenómeno tienen nombres sugerentes, como Vico chiuso della Rana, Vico Cicala, Vico degli Stoppieri, Vico Boccadoro, Vico delle Pietre preziose, Vico della Pace, Vico chiuso del Leone, Vico Macellari, Vico Santo Sepolcro, Vico Cavigliere o Vico dell'Olio.
En el ámbito de una obra de recuperación de estas entidades deterioradas, las autoridades locales se han encargado de vigilar en particular el grado de respeto de las normas higiénico-sanitarias y las de uso de los locales, actualmente dedicados principalmente a pied-à-terre para la prostitución, tiendas irregulares, almacenes, depósitos, y viviendas múltiples para inmigrantes extracomunitarios.
El desglose de los 2154 bassi censados es el siguiente (Fuente: Il Secolo XIX):
- 767 almacenes y depósitos
- 757 locales en abandono o desuso
- 302 locales sin acceso
- 56 locales cerrados o con actividad cesada
- 49 locales en remodelación
- 31 locales dedicados a la prostitución
- 15 locales de uso residencial
- 177 locales dedicados a otros usos

## En la literatura
El escritor (turinés de nacimiento pero genovés de adopción) Gaspare Invrea (más conocido con el pseudónimo de Remigio Zena) ha ambientado en los caruggi de Génova (aunque prefirió inventar una Piazzetta della Pece Greca como fulcro de la historia) las aventuras de la Bricicca, extraordinaria figura femenina protagonista de su novela más conocida: La bocca del lupo.

## Via di Prè
Via di Prè es el caruggio más conocido de Génova. También da nombre al sestiere de Prè.
Más que caruggio, calle, que desde la posguerra empezó a albergar un rico mercado de frutas y verduras muy frecuentado por las amas de casa por su conveniencia, con la inmigración del sur de Italia, la calle empezó a estar cubierta por numerosas tiendas de ropa, de productos caseros, de artículos llamados "imposibles de encontrar" y numerosas tiendas con todas las novedades electrónicas del momento.
No se debe olvidar el famoso mercadillo "Shanghai", situado en el lado del puerto, el cual ofrecía a precios muy convenientes todos los productos de primera necesidad. En la parte final de la Via Prè adyacente a la Porta di Vacca se podía encontrar el único vendedor negro que ofrecía auténticos productos africanos.

## Galería de imágenes

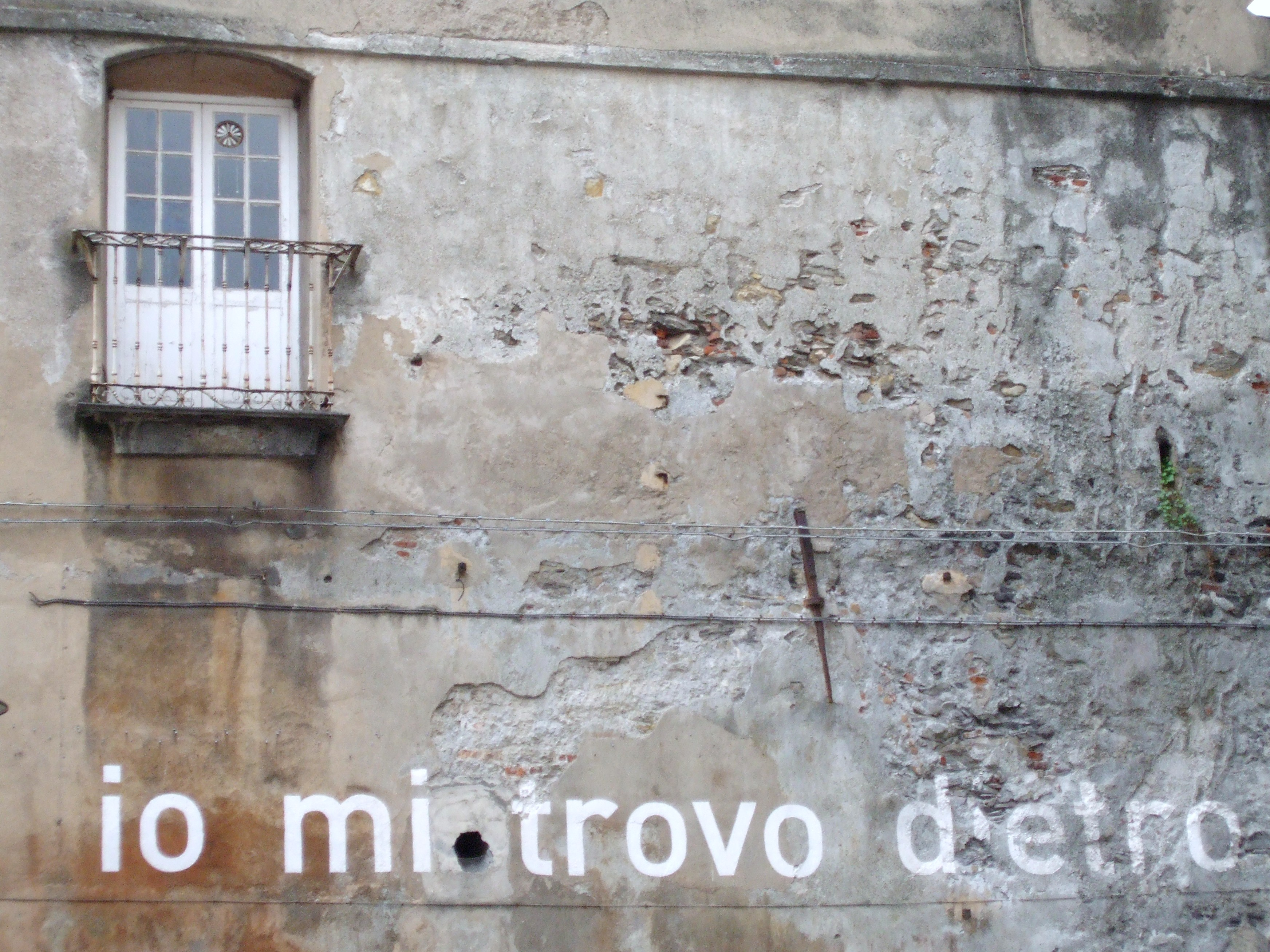
Escritos "originales" (en italiano, Io mi trovo dietro, en español "Estoy detrás").
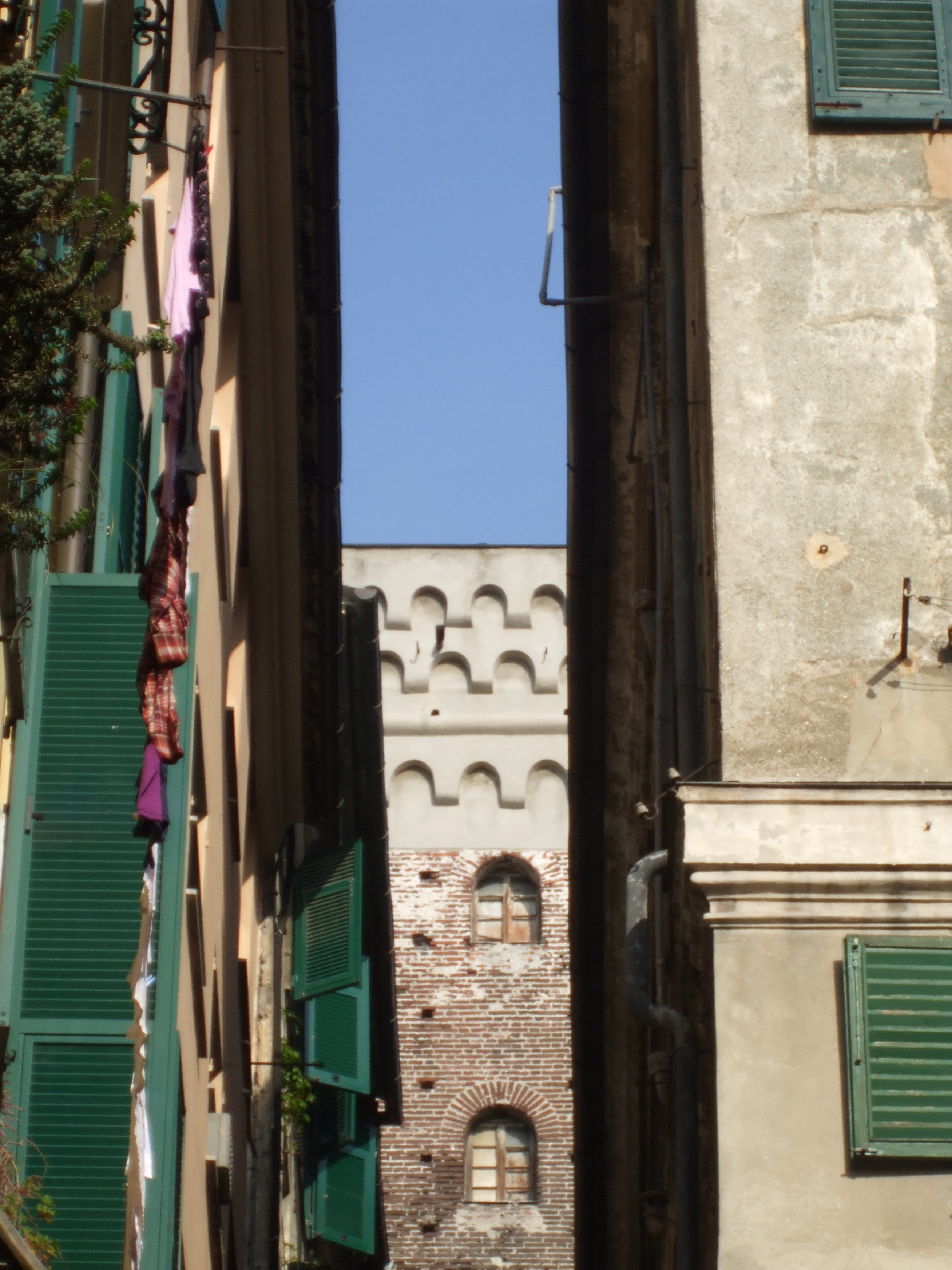
Imagen de los caruggi, se nota la típica presencia de contraventanas.
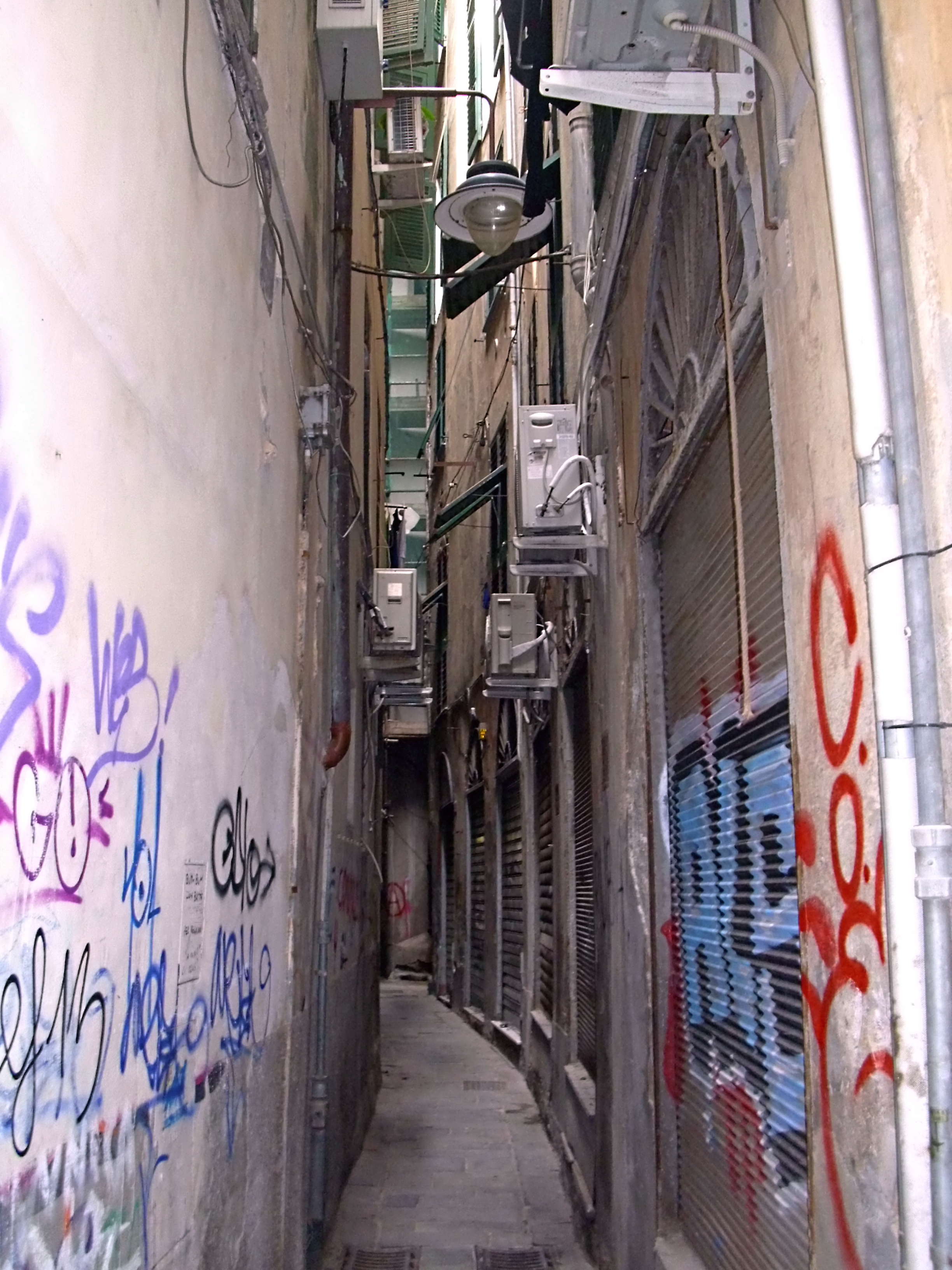
Vico delle Vigne. Las reconstrucciones de la posguerra y algunos añadidos "modernos" como las persianas metálicas y los aires acondicionados han modificado mucho el aspecto original de algunos caruggi medievales.
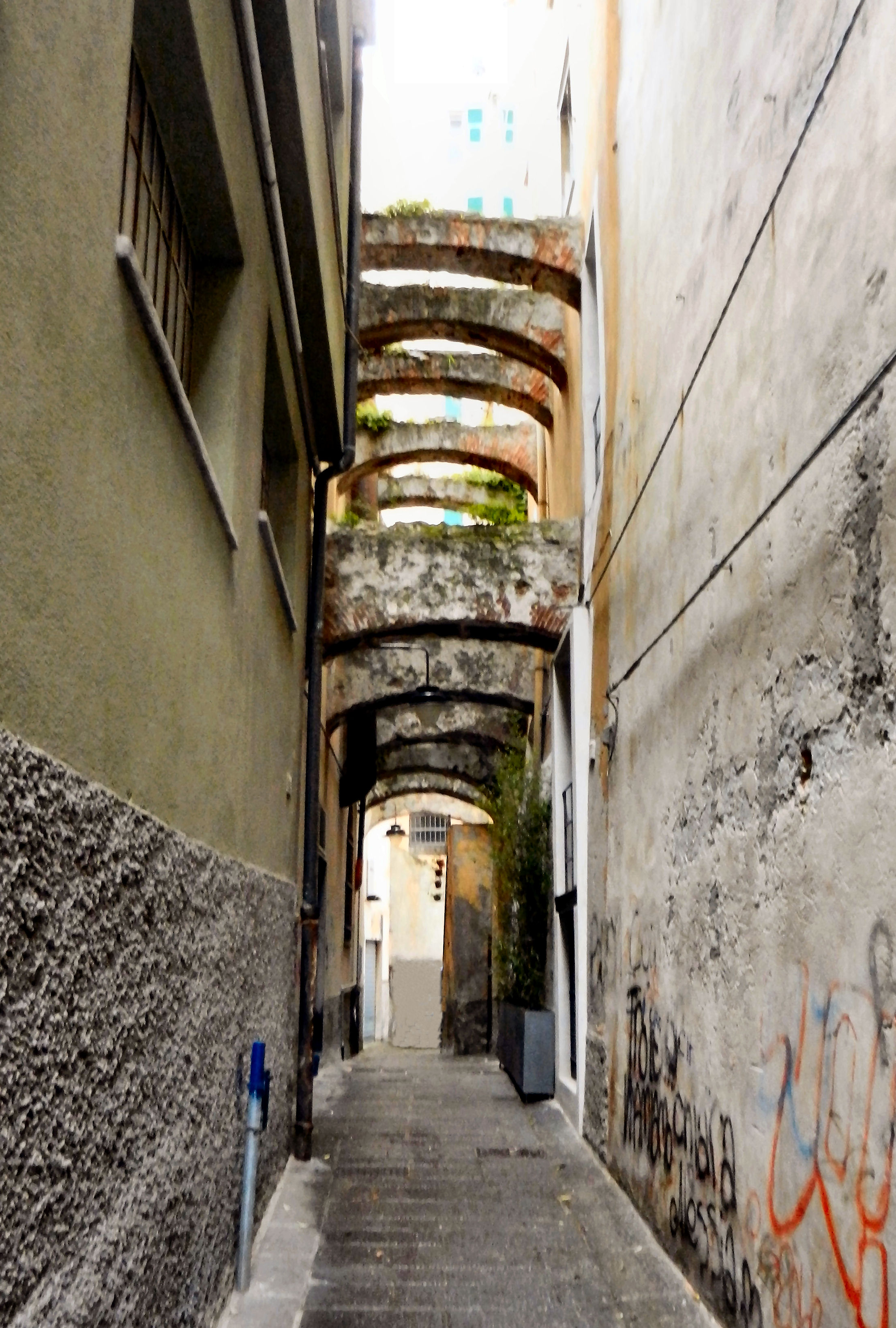
Vico Bottai, en el barrio del Molo. La toponimia de muchos callejones recuerda aún las actividades comerciales que se desarrollaban en las zonas atravesadas por ellos.